# Народная партия Канады
Народная партия Канады (англ. People's Party of Canada или фр. Parti populaire du Canada, сокр. PPC) — федеральная политическая партия Канады. Основана в 2018 году Максимом Бернье вскоре после его ухода из Консервативной партии Канады. Штаб-квартира партии находится в г. Гатино (Квебек). Партия выступает с популистскими лозунгами. Наблюдатели относят её к правой части политического спектра, даже к крайне правым.

## История

### Основание и начало

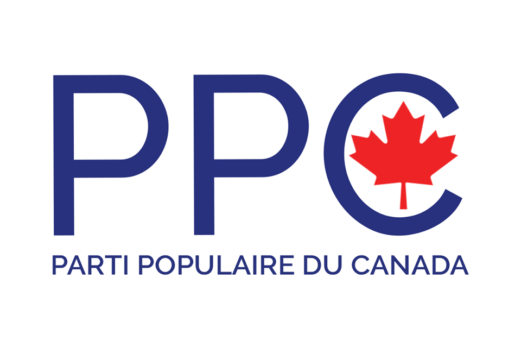
Альтернативный логотип на французском языке.

Народную партию Канады основал 14 сентября 2018 г. бывший федеральный министр Максим Бернье — бывший кандидат в лидеры Консервативной партии в 2017 году, разочаровавшийся в «слишком левой» позиции партии по ряду вопросов, таких, как поддержание управления поставками, иммиграция и реформа «политики выравнивания между провинциями». По его словам, «за последний год я убедился, что эта партия (консерваторы) слишком интеллектуально и морально коррумпирована, чтобы её можно было реформировать».
В редакционной статье National Post Бернье заявляет, что основным мотивом создания партии послужило желание поколебать сложившийся в Канаде предвыборный клиентелизм, выгоду от которого получали ведущие политические партии. Отвечая на вопрос об организации своей партии, Бернье заявил, что он будет использовать относительно новые инструменты, такие как социальные сети.

### Федеральные выборы 2019
Партия Максима Бернье впервые участвовала в предвыборной кампании на федеральных выборах 2019 года. Партия получила 300 000 голосов (1,6 %) на национальном уровне и ни одного места в парламенте. Выборы стали личным поражением Бернье, потерявшего свое место в парламенте, которое получил на предыдущих выборах как консервативный кандидат и сохранил, покинув Консервативную партию.
В 2020 году сообщалось о сближении Максима Бернье и видеооператора Алексис Коссет-Трюдель, последний дважды давал интервью Бернье на YouTube-канале Народной партии Канады. Во время пандемии Covid-19 партия резко критиковала руководство правительства Джастина Трюдо.

### Федеральные выборы 2021
На федеральных выборах 2021 года партия получила более 800 000 голосов и почти 5 % от общего числа голосов, однако не провела ни одного депутата в Палату общин.

## Конвой свободы
В 2022 году партия активно поддержала Конвой свободы.